# John Henson (basket-ball)
Pour les articles homonymes, voir John Henson et Henson.
John Allen Henson, né le 28 décembre 1990 à Greensboro (Caroline du Nord, États-Unis), est un joueur américain de basket-ball évoluant aux postes d'ailier fort et de pivot. Il mesure 2,06 m.

## Biographie

### Carrière universitaire
Entre 2009 et 2012, il joue pour les Tar Heels de la Caroline du Nord à l'université de Caroline du Nord à Chapel Hill.

### Carrière professionnelle

#### Bucks de Milwaukee (2012-déc. 2018)
Le 28 juin 2012, il est choisi en 14e position de la draft 2012 de la NBA par les Bucks de Milwaukee après une belle carrière universitaire avec les Tar Heels de la Caroline du Nord. Il signe un contrat de deux ans avec les Bucks le 10 juillet.
Le 10 avril 2013, il réalise son meilleur match de la saison en terminant avec 17 points, 25 rebonds et 7 contres lors de la défaite des siens 103 à 113 contre le Magic d'Orlando.
Le 19 octobre 2013, les Bucks activent l'option de trois ans sur le contrat rookie d'Henson en étendant le contrat jusqu'à la saison 2014-2015. En 2013-2014, il termine avec des moyennes de 11,1 points et 7,1 rebonds par match en étant remplaçant 47 fois sur les 70 matchs qu'il a disputé.
Le 16 octobre 2014, les Bucks activent l'option de quatre ans sur le contrat rookie d'Henson en étendant le contrat jusqu'à la saison 2015-2016.
Le 1er octobre 2015, il signe une extension de quatre ans et 45 millions de dollars à son contrat rookie avec les Bucks.

#### Cavaliers de Cleveland (déc. 2018-fév. 2020)
Le 7 décembre 2018, il est transféré aux Cavaliers de Cleveland, avec Matthew Dellavedova, un premier tour de draft 2022, un second tour de draft 2021 et un second tour de draft 2022 contre Sam Dekker, George Hill et un second tour de draft 2021.

#### Pistons de Détroit (février-mars 2020)
Le 6 février 2020, il est transféré aux Pistons de Détroit, avec Brandon Knight et un second tour de draft 2023, en échange d'Andre Drummond.

#### Knicks de New York (avril 2021)
Le 5 avril 2021, il signe un contrat de 10 jours en faveur des Knicks de New York mais ne joue pas la moindre minute.
Henson annonce sa retraite sportive en septembre 2024 et devient commentateur sportif sur Sirius XM pour les rencontres des équipes universitaires de l'Atlantic Coast Conference.

## Statistiques

### Universitaires
| Saison    | Équipe           | Matchs | Titul. | Min./m | % Tir | % 3pts | % LF | Rbds/m. | Pass/m. | Int/m. | Ctr/m. | Pts/m. |
| --------- | ---------------- | ------ | ------ | ------ | ----- | ------ | ---- | ------- | ------- | ------ | ------ | ------ |
| 2009-2010 | Caroline du Nord | 37     | 12     | 15,8   | 48,6  | 22,2   | 43,8 | 4,41    | 0,92    | 0,70   | 1,59   | 5,73   |
| 2010-2011 | Caroline du Nord | 37     | 36     | 26,7   | 50,0  | 16,7   | 48,2 | 10,11   | 0,81    | 0,59   | 3,14   | 11,70  |
| 2011-2012 | Caroline du Nord | 35     | 34     | 29,1   | 50,0  | 0,0    | 51,1 | 9,94    | 1,26    | 0,57   | 2,89   | 13,69  |
| Total     | Total            | 109    | 82     | 23,8   | 49,7  | 20,8   | 48,4 | 8,12    | 0,99    | 0,62   | 2,53   | 10,31  |

### Professionnelles

#### Saison régulière
| Saison    | Équipe    | Matchs | Titul. | Min./m | % Tir | % 3pts | % LF | Rbds/m. | Pass/m. | Int/m. | Ctr/m. | Pts/m. |
| --------- | --------- | ------ | ------ | ------ | ----- | ------ | ---- | ------- | ------- | ------ | ------ | ------ |
| 2012-2013 | Milwaukee | 63     | 9      | 13,1   | 48,2  | 0,0    | 53,3 | 4,71    | 0,49    | 0,30   | 0,67   | 6,03   |
| 2013-2014 | Milwaukee | 70     | 23     | 26,5   | 53,8  | 0,0    | 51,4 | 7,10    | 1,61    | 0,59   | 1,66   | 11,13  |
| 2014-2015 | Milwaukee | 67     | 11     | 18,3   | 56,6  | 0,0    | 56,9 | 4,66    | 0,88    | 0,42   | 2,01   | 7,01   |
| 2015-2016 | Milwaukee | 57     | 1      | 16,8   | 56,4  | 0,0    | 59,0 | 3,88    | 0,95    | 0,32   | 1,91   | 6,96   |
| 2016-2017 | Milwaukee | 58     | 39     | 19,4   | 51,5  | 0,0    | 69,2 | 5,09    | 0,98    | 0,50   | 1,34   | 6,76   |
| 2017-2018 | Milwaukee | 76     | 69     | 25,9   | 57,2  | 14,3   | 57,0 | 6,75    | 1,50    | 0,59   | 1,43   | 8,75   |
| 2018-2019 | Milwaukee | 14     | 0      | 13,5   | 55,6  | 22,2   | 50,0 | 4,05    | 1,35    | 0,60   | 1,05   | 5,53   |
| 2019-2020 | Cleveland | 29     | 2      | 14,2   | 50,8  | 19,4   | 51,5 | 3,93    | 1,48    | 0,55   | 1,10   | 5,00   |
| 2019-2020 | Détroit   | 11     | 6      | 17,1   | 66,7  | 40,0   | 46,2 | 4,36    | 1,00    | 0,73   | 0,91   | 6,91   |
| Total     | Total     | 445    | 160    | 19,7   | 54,0  | 25,0   | 56,8 | 5,32    | 1,11    | 0,47   | 1,44   | 7,60   |

Dernière mise à jour le 12 mars 2020

#### Playoffs
| Saison | Équipe    | Matchs | Titul. | Min./m | % Tir | % 3pts | % LF  | Rbds/m. | Pass/m. | Int/m. | Ctr/m. | Pts/m. |
| ------ | --------- | ------ | ------ | ------ | ----- | ------ | ----- | ------- | ------- | ------ | ------ | ------ |
| 2013   | Milwaukee | 4      | 0      | 8,3    | 27,3  | 0,0    | 0,0   | 2,00    | 0,25    | 0,50   | 0,00   | 1,50   |
| 2015   | Milwaukee | 6      | 0      | 25,4   | 58,5  | 0,0    | 35,7  | 8,00    | 0,67    | 0,83   | 1,67   | 8,83   |
| 2017   | Milwaukee | 2      | 0      | 5,8    | 25,0  | 0,0    | 100,0 | 2,00    | 0,00    | 0,50   | 0,00   | 1,50   |
| 2018   | Milwaukee | 2      | 2      | 37,1   | 69,2  | 0,0    | 50,0  | 6,00    | 2,50    | 0,00   | 3,50   | 9,50   |
| Total  | Total     | 14     | 2      | 19,4   | 53,6  | 0,0    | 41,2  | 5,14    | 0,71    | 0,57   | 1,21   | 5,79   |

Dernière mise à jour le 19 juin 2019

## Records sur une rencontre en NBA
Les records personnels de John Henson en NBA sont les suivants, :
| Type de statistique        | Saison régulière | Saison régulière            | Saison régulière | Playoffs | Playoffs            | Playoffs      |
| Type de statistique        | Record           | Adversaire                  | Date             | Record   | Adversaire          | Date          |
| -------------------------- | ---------------- | --------------------------- | ---------------- | -------- | ------------------- | ------------- |
| Points                     | 28               | @ Thunder d'Oklahoma City   | 17 avril 2013    | 15       | Bulls de Chicago    | 23 avril 2015 |
| Paniers marqués            | 11               | 2 fois                      | 2 fois           | 6        | 2 fois              | 2 fois        |
| Paniers tentés             | 19               | @ Thunder d'Oklahoma City   | 17 avril 2013    | 9        | @ Bulls de Chicago  | 20 avril 2015 |
| Paniers à 3 points réussis | 3                | @ Timberwolves du Minnesota | 26 octobre 2018  | -        | -                   | -             |
| Paniers à 3 points tentés  | 5                | Kings de Sacramento         | 4 novembre 2018  | 1        | 2 fois              | 2 fois        |
| Lancers francs réussis     | 6                | 8 fois                      | 8 fois           | 3        | Bulls de Chicago    | 23 avril 2015 |
| Lancers francs tentés      | 10               | 2 fois                      | 2 fois           | 6        | Bulls de Chicago    | 23 avril 2015 |
| Rebonds offensifs          | 8                | 6 fois                      | 6 fois           | 6        | Bulls de Chicago    | 23 avril 2015 |
| Rebonds défensifs          | 19               | @ Magic d'Orlando           | 10 avril 2013    | 10       | @ Bulls de Chicago  | 27 avril 2015 |
| Rebonds totaux             | 25               | @ Magic d'Orlando           | 10 avril 2013    | 14       | 2 fois              | 2 fois        |
| Passes décisives           | 6                | 3 fois                      | 3 fois           | 4        | @ Celtics de Boston | 17 avril 2018 |
| Interceptions              | 3                | 7 fois                      | 7 fois           | 2        | @ Heat de Miami     | 21 avril 2013 |
| Contres                    | 7                | 3 fois                      | 3 fois           | 6        | @ Celtics de Boston | 15 avril 2018 |
| Balles perdues             | 5                | 3 fois                      | 3 fois           | 3        | 3 fois              | 3 fois        |
| Minutes jouées             | 51               | Knicks de New York          | 18 décembre 2013 | 39       | Bulls de Chicago    | 23 avril 2015 |

- Double-double : 34 (dont 1 en playoffs)
- Triple-double : 0

Dernière mise à jour : 9 novembre 2020